# Estación de Pesquería
Pesquería fue una estación de trenes que se encuentra en Pesquería, Nuevo León. El edificio de la estación consta de una bodega, una oficina y una sala de espera.

## Historia
La estación fue edificada sobre la línea Monterrey a Matamoros de la antigua Compañía del Ferrocarril Nacional de México, esto por medio de la concesión número 10. En 1904, la Compañía adquirió terrenos de los vecinos de Pesquería para el establecimiento de una estación. La Empresa organizada para explotar este ferrocarril quedó a cargo de la Compañía Constructora Nacional Mexicana.